# Giải thưởng Âm nhạc Mỹ cho Nghệ sĩ Alternative được yêu thích nhất
Giải thưởng Âm nhạc Mỹ cho hạng mục Nghệ sĩ Alternative được Yêu thích Nhất bắt đầu được trao tặng kể từ năm 1995.
Hạng mục này tôn vinh những nghệ sĩ nhạc Alternative xuất sắc của năm trước đó (từ 2003 trở đi khi các giải thưởng đã được trao vào tháng 11 cùng năm). Linkin Park giành được nhiều chiến thắng nhất với năm lần thắng.

## Thập niên 2010
- Giải thưởng Âm nhạc Mỹ năm 2012
  - Linkin Park
- Giải thưởng Âm nhạc Mỹ năm 2011
  - Foo Fighters
- Giải thưởng Âm nhạc Mỹ năm 2010
  - Muse

## Thập niên 2000
- Giải thưởng Âm nhạc Mỹ năm 2009
  - Green Day
- Giải thưởng Âm nhạc Mỹ năm 2008
  - Linkin Park
- Giải thưởng Âm nhạc Mỹ năm 2007
  - Linkin Park
- Giải thưởng Âm nhạc Mỹ năm 2006
  - Red Hot Chili Peppers
- Giải thưởng Âm nhạc Mỹ năm 2005
  - Green Day
- Giải thưởng Âm nhạc Mỹ năm 2004
  - Linkin Park
- Giải thưởng Âm nhạc Mỹ năm 2003 (tháng 11)
  - Linkin Park
- Giải thưởng Âm nhạc Mỹ năm 2003
  - Creed
- Giải thưởng Âm nhạc Mỹ năm 2002
  - Limp Bizkit
- Giải thưởng Âm nhạc Mỹ năm 2001
  - Creed
- Giải thưởng Âm nhạc Mỹ năm 2000
  - Red Hot Chili Peppers

## Thập niên 1990
- Giải thưởng Âm nhạc Mỹ năm 1999
  - Pearl Jam
- Giải thưởng Âm nhạc Mỹ năm 1998
  - Bush
- Giải thưởng Âm nhạc Mỹ năm 1997
  - The Smashing Pumpkins
- Giải thưởng Âm nhạc Mỹ năm 1996
  - Pearl Jam
- Giải thưởng Âm nhạc Mỹ năm 1995
  - Counting Crows